# Coscinia colon
Coscinia colon är en fjärilsart som beskrevs av Jacob Hübner 1792. Coscinia colon ingår i släktet Coscinia och familjen björnspinnare. Inga underarter finns listade i Catalogue of Life.